# シーラ・レーウィル
シーラ・レーウィル（Sheila Lerwill、1928年8月16日 - ）は、イギリスの陸上競技選手。走高跳を中心に1950年代に活躍。1952年ヘルシンキオリンピックの銀メダリストである。ロンドン出身。

## 経歴
レーウィル（結婚前はアレキサンダー）は、1950年に1m69の英国新記録を樹立。さらに同年、英国選手権を初制覇する。またこの年にはヨーロッパ選手権でも、1m63で同国のドロシー・オーダムらをおさえ優勝を果たしている。
1951年、結婚しはじめて臨んだ英国選手権では、1943年にオランダのフランシナ・ブランカース＝クンが樹立した世界記録を1cm更新する1m72で大会2連覇を達成。翌年のヘルシンキオリンピックでは、1m65で南アフリカ連邦のエスター・ブランドに次いで銀メダルを獲得した。
レーウィルは、1953年、1954年と再び英国選手権を連覇。しかし、1954年にカナダのバンクーバーで行われた大英帝国イギリス連邦競技大会（コモンウェルスゲームズ）は1m57で4位。1か月後にスイスのベルンで行われたヨーロッパ選手権では1m60で5位と、表彰台に立つことはできなかった。

## 主な実績
| 年   | 大会                         | 場所                     | 種目   | 結果 | 記録 |
| ---- | ---------------------------- | ------------------------ | ------ | ---- | ---- |
| 1950 | ヨーロッパ陸上選手権         | ブリュッセル(ベルギー)   | 走高跳 | 1位  | 1m63 |
| 1952 | オリンピック                 | ヘルシンキ(フィンランド) | 走高跳 | 2位  | 1m65 |
| 1954 | 大英帝国イギリス連邦競技大会 | バンクーバー(カナダ)     | 走高跳 | 4位  | 1m57 |
| 1954 | ヨーロッパ陸上選手権         | ベルン(スイス)           | 走高跳 | 5位  | 1m60 |